# Фридрих Лудвиг фон Золмс-Вилденфелс и Текленбург
Фридрих Лудвиг фон Золмс-Вилденфелс и Текленбург (на немски: Friedrich Ludwig zu Solms-Wildenfels und Tecklenburg; * 2 септември 1708, Кьонигсберг, Прусия; † 27 август 1789, Заксенфелд, Саксония) е граф на Золмс-Вилденфелс и Текленбург, господар на Заксенфелд, руски офицер, дипломат и държавник на Курфюрство Саксония.

## Биография
Той е син на пруския генерал-майор граф Хайнрих Вилхелм фон Золмс-Вилденфелс (1675 – 1741) и първата му съпруга графиня Хелена Доротея Трушсес фон Валдбург (1680 – 1712), дъщеря на генерал-майор Гранд Трушсес граф Волфганг Христоф фон Валдбург (1643 – 1688) и Луиза Катарина фон Раутер (1650 – 1703). Брат е на Хайнрих Карл (1706 – 1746), граф на Золмс-Вилденфелс, и на Фридрих Христоф фон Золмс-Вилденфелс (1712 – 1792), генерал на пехотата.
След смъртта на майка му през 1712 г. баща му се жени втори път на 16 април 1713 г. за бургграфиня и графиня София Албертина фон Дона (1674 – 1746).
Заради чумата родителите му бягат и се остановяват във Вилденфелс, където той получава частни уроци. На 13 години Фридрих Лудвиг учи в „Педагогиума“ и от 1724 г. в университета в Хале. След две години той следва в университета в Лайпциг и промовира през 1729 г.
През 1735 г. Фридрих Лудвиг влиза в стационираната в Горна Шлезия руска войска. Той участва като компани-шеф при главнокомадващия фелдмаршал граф фон Мюних в турската война, и през 1737 г. е ранен. След оздравяването му той иска ръката на Беата (* 1729; † 1738), най-малката дъщеря на фелдмаршал Мюних. Графиня Беата умира обаче от едра шарка и той се жени през 1739 г. в Киев за нейната по-голяма сестра Луиза Доротея (1710 – 1775), вдовица фон Шаумбург.
През март 1741 г. Фридрих Лудвиг става таен съветник и руски пратеник в саксонския двор в Дрезден и получава от курфюрст Фридрих Август II Саксонски полския орден на Белия орел.
Той притежава библиотека с повече от 10 000 книги. През 1743 г. основава в Заксенфелд масонската ложа Три рози.
Умира на 27 август 1789 г. в Заксенфелд на 80 години и е погребан в църквата „Петър и Павел“ в Байерфелд.

## Фамилия
Фридрих Лудвиг се жени на 14 декември 1739 г. в Киев за графиня Луиза Доротея фон Мюних (* 30 септември 1710, Касел; † 23 декември 1775, Заксенфелд, погребана в Байерфелд), вдовица на Йохан Вилхелм фон Шаумберг, дъщеря на граф Бурхард Кристоф фон Мюних (1683 – 1767) и Христина Лукреция фон Вицлебен (1685 – 1727). Те имат децата:
- Христоф Фридрих Хайнрих (1741 – 1829), граф на Рюкерсвалде, Кунхаиде, Заксенфелд и Цехиста, женен на 18 април 1770 г. в Рига за фрайин Вилхелмина Шарлота фон Фитингхоф-Шеел (1754 – 1790)
- Лудвиг Ернст (1743 – 1768)
- Ото Вилхелм (1744 – 1793)
- Христиан Август (1748 – 1763)
- София Амалия Луиза (1751 – 1751)

## Произведения
- De Maioratu. Diss. Universität Leipzig, 1729
- Übersetzung der Oden des Horaz. (3. und 4. Buch) Braunschweig: Verlag des grossen Waisenhauses, 1757/58
- Fragmente zur Solmesichen Geschichte. Dresden und Leipzig, 1785